# Future Present Past
Future Present Past es un EP lanzado por la banda neoyorquina The Strokes en el año 2016. Contiene 3 temas inéditos y un remix adicional realizado por el baterista Fabrizio Moretti. 
Después de tres años sin debutar con un nuevo álbum, The Strokes sorprende con un nuevo EP, ahora bajo el propio sello discográfico de Casablancas "Cult Records".
Estrenado el 3 de junio de 2016 en la página oficial de Cult Records y en plataformas digitales como Spotify, Apple Music, entre otras. 
La producción contiene tres temas inéditos: “Drag Queen”, “Oblivius” y “Threat of Joy”, además de un remix adicional, obra del baterista Fabrizio Moretti. Este nuevo proyecto fue grabado durante el 2015 en Austin -Texas y  Nueva York, bajo la producción de Gus Oberg
“Oblivius” da un toque pegadizo y potente, que recuerda bastante a las primeras canciones de la banda, “Drag Queen” es una incursión de influencias del post-punk donde se puede escuchar el debate de las guitarras; en los cuatro tracks suenan las líneas del bajo, la batería acompañante y la voz desgastada y despreocupada, que logra llegar a unos bajos notables y a unos altos imposibles. Sin embargo, la favorita del los fans ha sido "Threat of Joy" debido al estilo, esencia de la voz y el sonido parecido al disco debut de la banda.
El 28 de junio de 2016 se estrenó el video musical de "Threat of Joy" dirigido por Warren Fu.

## Lista de canciones
| N.º | Título                                                            | Duración |  |
| 1.  | «Drag Queen» (Julian Casablancas, Fabrizio Moretti, Nick Valensi) | 4:33     |  |
| 2.  | «OBLIVIUS» (Julian Casablancas, Albert Hammond Jr.)               | 4:59     |  |
| 3.  | «Threat of Joy» (Julian Casablancas)                              | 4:24     |  |
| 4.  | «OBLIVIUS» (Fab Moretti Remix)                                    | 5:31     |  |

- Datos: Q24262044